# 泛函分析

圆形鼓皮的理想化振动模式之一。 这些模式是函数空间上线性算子的本征函数，是泛函分析中一种常见的结构。

泛函分析（英語：Functional Analysis）是现代数学分析的一个分支，隶属于分析学，其研究的主要对象是函数构成的函数空间。泛函分析历史根源是由对函数空间的研究和对函数的变换（如傅立叶变换等）的性质的研究。这种观点被证明是对微分方程和积分方程的研究中特别有用。
使用泛函这个词作为表述源自变分法，代表作用于函数的函数，这意味着，一个函数的参数是函数。这个名词首次被雅克·阿达马在1910年使用于这个课题的书中。是泛函分析理论的主要奠基人之一。然而，泛函的一般概念以前曾在1887年是由意大利数学家和物理学家維多·沃爾泰拉（Vito Volterra）介绍。非线性泛函理论是由雅克·阿达马的学生继续研究，特别是莫里斯·弗雷歇（Maurice Fréchet）可和列维（Levy）。
雅克·阿达马还创立线性泛函分析的现代流派，并由弗里杰什·里斯和一批围绕着斯特凡·巴拿赫（Stefan Banach）的波兰数学家群体利沃夫数学学派进一步发展。

## 賦範线性空间
从现代观点来看，泛函分析研究的主要是实数域或复数域上的完备賦範線性空間。这类空间被称为巴拿赫空间，巴拿赫空间中最重要的特例被称为希尔伯特空间，其上的范数由一个内积导出。这类空间是量子力学数学描述的基础。更一般的泛函分析也研究Fréchet空间和拓扑向量空间等没有定义范数的空间。
泛函分析所研究的一个重要对象是巴拿赫空间和希尔伯特空间上的连续线性算子。这类算子可以导出C*-代数和其他算子代数的基本概念。

### 希尔伯特空间
希尔伯特空间（Hilbert）可以利用以下结论完全分类，即对于任意两个希尔伯特空间，若其基的基数相等，则它们必彼此同构。对于有限维希尔伯特空间而言，其上的连续线性算子即是线性代数中所研究的线性变换。对于无穷维希尔伯特空间而言，其上的任何态射均可以分解为可数维度（基的基数为{\displaystyle \aleph _{0}}）上的态射，所以泛函分析主要研究可数维度上的希尔伯特空间及其态射。希尔伯特空间中的一个尚未完全解决的问题是，是否对于每个希尔伯特空间上的算子，都存在一个真不变子空间。该问题在某些特定情况下的答案是肯定的。

### 巴拿赫空间
一般的巴拿赫空间（Banach）比较复杂，例如没有通用的办法构造其上的一组基。
对于每个实数{\displaystyle p}，如果{\displaystyle p\geq 1}，一个巴拿赫空间的例子是“所有绝对值的{\displaystyle p}次方的积分收敛的勒贝格可测函数”所构成的空间。（参看Lp空间）
在巴拿赫空间中，相当部分的研究涉及到对偶空间的概念，即巴拿赫空间上所有连续线性泛函所构成的空间。对偶空间的对偶空间可能与原空间并不同构，但总可以构造一个从巴拿赫空间到其对偶空间的对偶空间的一个单同态。
微分的概念可以在巴拿赫空间中得到推广，微分算子作用于其上的所有函数，一个函数在给定点的微分是一个连续线性映射。

## 主要结果和定理
泛函分析的主要定理包括：
- 一致有界定理（亦称共鸣定理），该定理描述一族有界算子的性质。
- 谱定理包括一系列结果，其中最常用的结果给出了希尔伯特空间上正规算子的一个积分表达，该结果在量子力学的数学描述中起到了核心作用。
- 哈恩-巴拿赫定理（Hahn-Banach Theorem）研究了如何将一个算子保范数地从一个子空间延拓到整个空间。另一个相关结果是对偶空间的非平凡性。
- 开映射定理和闭图像定理。

## 泛函分析与选择公理
泛函分析所研究的大部分空间都是无穷维的。为了证明无穷维向量空间存在一组基，必须要使用佐恩引理（Zorn's Lemma）。此外，泛函分析中大部分重要定理都构建于哈恩-巴拿赫定理的基础之上，而该定理本身就是选择公理（Axiom of Choice）弱于布尔素理想定理（Boolean prime ideal theorem）的一个形式。

## 研究现状
泛函分析目前包括以下分支：
- 软分析（soft analysis），其目标是将数学分析用拓扑群、拓扑环和拓扑向量空间的语言表述。
- 巴拿赫空间的几何结构，以Jean Bourgain的一系列工作为代表。
- 非交换几何，此方向的主要贡献者包括Alain Connes，其部分工作是以George Mackey的遍历论中的结果为基础的。
- 与量子力学相关的理论，狭义上被称为数学物理，从更广义的角度来看，如按照伊斯拉埃爾·蓋爾范德所述，其包含表示论的大部分类型的问题。

## 相關主題
- 调和分析
- 逼近理論
- 分析
- 微分幾何及拓撲學
- 代數拓撲
- 代數幾何
- 抽象代數